# Kertész László (rendező)
Kertész László István (Budapest, 1915. augusztus 27. – Budapest, 2004. július 17.) Jászai Mari-díjas magyar rendező, zeneigazgató, érdemes művész. 

## Életpályája
Kertész Emil bankhivatalnok és Waldmann Róza fia. A Liszt Ferenc Zeneművészeti Főiskola hegedű- és a Színház- és Filmművészeti Főiskola rendező továbbképző tanszakát végezte. 1937-től a Budapesti Hangversenyzenekar és a Székesfővárosi Zenekar hegedűse, 1945-től a Munkás Kultúrszövetkezet zenei vezetőségi tagja volt. Rendezőként a Mesebarlang Bábszínházban kezdete pályáját 1948-ban, majd 1952-től a jogutód Állami Bábszínház rendezője lett. 1956-tól az Állami Déryné Színházhoz szerződött, ahol 1957-től főrendezőként dolgozott 1977-ig. 1971-től a társulaton belül operatagozatot alakított. 1978 és 1988 között a Népszínház operatársulatának zeneigazgatója volt. A színházon kívül a Magyar Rádióban is dolgozott, rádiójátékok szerkesztőjeként és rendezőjeként.
Házastársa: Ács Kató írónő volt.

## Díjai, elismerési
- Jászai Mari-díj (1962)
- Kodály-emlékérem (1974)
- Érdemes művész (1976)

## Fontosabb rendezéseiből
- Katona József: Bánk bán
- Szophoklész: Antigoné
- Illyés Gyula: Bolhabál
- Tamási Áron: Énekes madár
- Babay József: Három szegény szabólegény
- Grimm fivérek - Károlyi Amy - Farkas Ferenc: Hófehérke és a hét törpe
- Tersánszky Józsi Jenő: Misi Mókus kalandjai
- Örsi Ferenc: Aranylakodalom
- Szabó Magda: Kígyómarás
- Carlo Goldoni: A patikus
- Anton Pavlovics Csehov: A sirály
- William Shakespeare: Hamlet
- William Shakespeare: Rómeó és Júlia
- Arthur Miller: Édes fiaim
- Ránki György: Pomádé király új ruhája
- Gioachino Rossini: A sevillai borbély
- Gioachino Rossini: Alkalom szüli a tolvajt
- Gaetano Donizetti: Az ezred lánya
- Gaetano Donizetti: A csengő
- Gaetano Donizetti: Szerelmi bájital
- Wolfgang Amadeus Mozart: A színigazgató
- Wolfgang Amadeus Mozart: Szöktetés a szerájból
- Hervé: Nebáncsvirág
- Jacques Offenbach: Párizsi élet
- Jacques Offenbach: Hoffmann meséi
- Modeszt Petrovics Muszorgszkij: Egy éj a kopár hegyen (A szorocsinci vásár)
- Bedřich Smetana: Az eladott menyasszony
- Ruggero Leoncavallo: Bajazzók
- Johann Strauss: Cigánybáró
- Johann Strauss: A denevér
- Friedrich von Flotow: Márta
- Kodály Zoltán: Háry János